# C/2014 W10 (PANSTARRS)
C/2014 W10 (PANSTARRS) — одна з короткоперіодичних комет типу комети Галлея. Ця комета була відкрита 25 листопада 2014 року; вона мала 21.2m на час відкриття.